# Garden Grove (Kalifornien)
Garden Grove ist eine Stadt im Orange County im US-Bundesstaat Kalifornien mit 171.949 Einwohnern (Stand: 2020). Das Stadtgebiet hat eine Größe von 46,7 km². Neben vielen mexikanischen Einwanderern stellen auch viele Asiaten, vor allem Vietnamesen, die im Stadtteil Little Saigon leben, eine große Bevölkerungsminderheit dar.
Bekannt ist die Stadt durch die Megachurch Crystal Cathedral von Robert H. Schuller. Aus der Crystal Cathedral wurde wöchentlich von Februar 2008 bis Juli 2013 der Fernsehgottesdienst Hour of Power gesendet, den weltweit geschätzte 10 bis 30 Millionen Menschen in 196 Ländern sahen. Nach Insolvenz der Gemeinde und Verkauf der Crystal Cathedral wird der Gottesdienst seit Juli 2013 aus dem 1500 m entfernten, neu bezogenen Kirchengebäude Shepherd's Grove Church aufgezeichnet.  Die Crystal Cathedral (1980) und der Crean Tower (1990) sind namhafte Bauwerke des Architekten Philip Johnson.

## Städtepartnerschaften
- Anyang (Südkorea), seit 1989

## Söhne und Töchter der Stadt
- Steve Martin (* 1945), Komiker und Schauspieler (in Waco, Texas, geboren, wuchs aber in Garden Grove auf)
- Alan Trammell (* 1958), Baseballspieler
- Dennis Sigalos (* 1959), Speedwayfahrer
- Dexter Holland (* 1965), Sänger der Punk-Band The Offspring
- Shoshana Chatfield, Admiralin
- Leah O’Brien (* 1974), Softballspielerin
- Scott Klopfenstein (* 1977), Mitglied der Ska-Band Reel Big Fish
- Troy Polamalu (* 1981), Footballspieler
- Michael Anthony Monsoor (1981–2006), diente als MG-Schütze im Irak, Träger der Medal of Honor
- Jennette McCurdy (* 1992), Schauspielerin und Sängerin
- Coryn Rivera (* 1992), Radrennfahrerin